# Scott Davis
Pour les articles homonymes, voir Davis.
Scott Davis, né le 27 août 1962 à Santa Monica, est un ancien joueur de tennis professionnel américain.
En double, il a remporté l'Open d'Australie en 1991 avec David Pate et s'est classé no 2 mondial.

## Parcours dans les tournois duGrand Chelem

### En simple
| Année | Open d'Australie | Open d'Australie | Internationaux de France | Internationaux de France | Wimbledon       | Wimbledon     | US Open         | US Open      | Open d'Australie | Open d'Australie |
| ----- | ---------------- | ---------------- | ------------------------ | ------------------------ | --------------- | ------------- | --------------- | ------------ | ---------------- | ---------------- |
| 1980  | n.o.             | n.o.             | 1er tour (1/64)          | B. Taróczy               | 1er tour (1/64) | C. Barazzutti | 1er tour (1/64) | E. Teltscher | —                | —                |
| 1981  | n.o.             | n.o.             | —                        | —                        | 1er tour (1/64) | T. Giammalva  | 1er tour (1/64) | V. Amritraj  | —                | —                |
| 1982  | n.o.             | n.o.             | —                        | —                        | —               | —             | 3e tour (1/16)  | R. Harmon    | —                | —                |
| 1983  | n.o.             | n.o.             | —                        | —                        | 1er tour (1/64) | S. Mayer      | 1er tour (1/64) | Y. Noah      | —                | —                |
| 1984  | n.o.             | n.o.             | —                        | —                        | 1/8 de finale   | I. Lendl      | 2e tour (1/32)  | B. Drewett   | 1/4 de finale    | K. Curren        |
| 1985  | n.o.             | n.o.             | —                        | —                        | 2e tour (1/32)  | A. Järryd     | 2e tour (1/32)  | B. Teacher   | 2e tour (1/32)   | S. Živojinović   |
| 1986  | n.o.             | n.o.             | —                        | —                        | 1er tour (1/64) | M. Wilander   | 1er tour (1/64) | Y. Noah      | n.o.             | n.o.             |
| 1987  | 2e tour (1/32)   | B. Schultz       | 1er tour (1/64)          | M. Schapers              | 3e tour (1/16)  | J. Kriek      | 1er tour (1/64) | J. Hlasek    | n.o.             | n.o.             |
| 1988  | —                | —                | —                        | —                        | —               | —             | 3e tour (1/16)  | I. Lendl     | n.o.             | n.o.             |
| 1989  | —                | —                | —                        | —                        | 3e tour (1/16)  | S. Edberg     | 2e tour (1/32)  | J. Yzaga     | n.o.             | n.o.             |
| 1990  | 2e tour (1/32)   | Bo. Becker       | 1er tour (1/64)          | K. Nováček               | 1er tour (1/64) | M. Rosset     | 2e tour (1/32)  | T. Carbonell | n.o.             | n.o.             |
| 1991  | 2e tour (1/32)   | I. Lendl         | 1er tour (1/64)          | S. Bruguera              | 1er tour (1/64) | C. Saceanu    | 1er tour (1/64) | K. Nováček   | n.o.             | n.o.             |
| 1992  | —                | —                | —                        | —                        | 3e tour (1/16)  | P. Sampras    | 2e tour (1/32)  | O. Camporese | n.o.             | n.o.             |

N.B. : à droite du résultat se trouve le nom de l'ultime adversaire.

### En double
| Année | Open d'Australie           | Open d'Australie         | Internationaux de France     | Internationaux de France | Wimbledon                   | Wimbledon                   | US Open                    | US Open                 | Open d'Australie         | Open d'Australie     |
| ----- | -------------------------- | ------------------------ | ---------------------------- | ------------------------ | --------------------------- | --------------------------- | -------------------------- | ----------------------- | ------------------------ | -------------------- |
| 1977  | —                          | —                        | —                            | —                        | —                           | —                           | 1er tour (1/32) P. Rennert | R. Ramírez B. Gottfried | —                        | —                    |
| 1978  | n.o.                       | n.o.                     | —                            | —                        | —                           | —                           | —                          | —                       | —                        | —                    |
| 1979  | n.o.                       | n.o.                     | —                            | —                        | —                           | —                           | 1/8 de finale D. Ralston   | R. Emerson F. Stolle    | —                        | —                    |
| 1980  | n.o.                       | n.o.                     | 1er tour (1/32) Z. Guerry    | T. Garcia M. Grant       | —                           | —                           | 1/8 de finale Testerman    | M. Riessen S. Stewart   | —                        | —                    |
| 1981  | n.o.                       | n.o.                     | —                            | —                        | 1er tour (1/32) M. Anger    | A. Amritraj V. Amritraj     | —                          | —                       | —                        | —                    |
| 1982  | n.o.                       | n.o.                     | —                            | —                        | —                           | —                           | —                          | —                       | —                        | —                    |
| 1983  | n.o.                       | n.o.                     | —                            | —                        | —                           | —                           | —                          | —                       | —                        | —                    |
| 1984  | n.o.                       | n.o.                     | —                            | —                        | 2e tour (1/16) Teacher      | Ti. Gullikson To. Gullikson | 1/4 de finale Testerman    | J. Fitzgerald T. Šmíd   | 2e tour (1/16) Testerman | D. Gitlin H. Pfister |
| 1985  | n.o.                       | n.o.                     | —                            | —                        | 1er tour (1/32) S. Denton   | Giammalva                   | 1/8 de finale D. Pate      | J. Nyström M. Wilander  | 2e tour (1/16) D. Pate   | J. Canter L. Lavalle |
| 1986  | n.o.                       | n.o.                     | —                            | —                        | 1er tour (1/32) D. Pate     | D. Campos C. Kirmayr        | 2e tour (1/16) D. Pate     | Robertson T. Warneke    | n.o.                     | n.o.                 |
| 1987  | 2e tour (1/16) B. Gilbert  | M. Mečíř M. Šrejber      | 1er tour (1/32) M. De Palmer | J. Arias E. Korita       | 1/8 de finale D. Pate       | G. Forget Y. Noah           | 1/4 de finale D. Pate      | S. Casal E. Sánchez     | n.o.                     | n.o.                 |
| 1988  | —                          | —                        | 1er tour (1/32) J. Ross      | Nováček M. Oosting       | 1/8 de finale D. Goldie     | P. Doohan J. Grabb          | 1/8 de finale J. Hlasek    | S. Casal E. Sánchez     | n.o.                     | n.o.                 |
| 1989  | —                          | —                        | —                            | —                        | 2e tour (1/16) Wilkison     | N. Broad S. Kruger          | 1/8 de finale D. Pate      | D. Cahill Kratzmann     | n.o.                     | n.o.                 |
| 1990  | 1/4 de finale Van't Hof    | P. Aldrich D. Visser     | 1er tour (1/32) D. Pate      | Mortensen T. Nijssen     | 2e tour (1/16) D. Pate      | S. Kruger Van Emburgh       | 1er tour (1/32) D. Pate    | A. Järryd van Rensburg  | n.o.                     | n.o.                 |
| 1991  | Victoire D. Pate           | P. McEnroe D. Wheaton    | 1er tour (1/32) D. Pate      | J. Lozano C. Miniussi    | 1/8 de finale D. Pate       | W. Ferreira P. Norval       | Finale D. Pate             | J. Fitzgerald A. Järryd | n.o.                     | n.o.                 |
| 1992  | 1/2 finale D. Pate         | K. Jones R. Leach        | 1er tour (1/32) D. Pate      | J. Hlasek M. Rosset      | 1/4 de finale D. Pate       | G. Forget J. Hlasek         | 1/8 de finale D. Pate      | J. McEnroe M. Stich     | n.o.                     | n.o.                 |
| 1993  | 1er tour (1/32) T. Witsken | S. Cannon S. Melville    | —                            | —                        | 1er tour (1/32) J. Palmer   | K. Flach R. Leach           | 1/8 de finale van Rensburg | J. Björkman P. Rafter   | n.o.                     | n.o.                 |
| 1994  | 1er tour (1/32) D. Pate    | E. Ferreira van Rensburg | —                            | —                        | 1/8 de finale T. Martin     | J. Eltingh P. Haarhuis      | 2e tour (1/16) D. Pate     | Annacone S. Cannon      | n.o.                     | n.o.                 |
| 1995  | 2e tour (1/16) B. MacPhie  | J. Eltingh P. Haarhuis   | 2e tour (1/16) J. Tarango    | J. Eltingh Haarhuis      | 2e tour (1/16) Lucena       | G. Forget J. Hlasek         | 1er tour (1/32) T. Martin  | Woodbridge Woodforde    | n.o.                     | n.o.                 |
| 1996  | 1er tour (1/32) D. Pate    | G. Forget J. Hlasek      | 1/8 de finale T. Henman      | J. Frana R. Leach        | 1er tour (1/32) P. Kilderry | M. Oosting S. Schalken      | 1er tour (1/32) D. Ekerot  | S. Hiršzon Ivanišević   | n.o.                     | n.o.                 |
| 1997  | 2e tour (1/16) Macpherson  | S. Lareau A. O'Brien     | 2e tour (1/16) van Rensburg  | P. Korda Salzenstein     | 2e tour (1/16) Connell      | Knippschild J. Tarango      | 1er tour (1/32) K. Jones   | D. Pescariu Sanguinetti | n.o.                     | n.o.                 |
| 1998  | 1er tour (1/32) J. Alonso  | D. Johnson F. Montana    | —                            | —                        | —                           | —                           | —                          | —                       | n.o.                     | n.o.                 |

N.B. : le nom du ou de la partenaire se trouve sous le résultat ; le nom des ultimes adversaires se trouve à droite.

### En double mixte
N.B. : le nom de la partenaire se trouve sous le résultat ; le nom des ultimes adversaires se trouve à droite.